# Glascock County
Das Glascock County ist ein County im Bundesstaat Georgia der Vereinigten Staaten. Verwaltungssitz (County Seat) ist Gibson, benannt nach Richter William Gibson, einem ehemaligen Colonel der Konföderierten Armee.

## Geographie
Das County liegt im Nordosten von Georgia und ist im Osten etwa 70 km von South Carolina entfernt. Es hat eine Fläche von 374 Quadratkilometern, wovon ein Quadratkilometer Wasserflächen ist. Es grenzt im Uhrzeigersinn an folgende Countys: Jefferson County, Washington County, Hancock County und Warren County.

## Geschichte
Glascock County wurde am 19. Dezember 1857 gebildet. Benannt wurde es nach Thomas Glascock, einem Brigadegeneral im Ersten Seminolenkrieg und Mitglied im US-Kongress.

## Kultur und Sehenswürdigkeiten
Mit dem Glascock County Courthouse ist ein Bauwerk im Glascock County im National Register of Historic Places („Nationales Verzeichnis historischer Orte“; NRHP) eingetragen (Stand 21. Dezember 2023).

## Demografische Daten
Laut der Volkszählung von 2010 verteilten sich die damaligen 3082 Einwohner auf 1162 bewohnte Haushalte, was einen Schnitt von 2,58 Personen pro Haushalt ergibt. Insgesamt bestehen 1519 Haushalte.
69,2 % der Haushalte waren Familienhaushalte (bestehend aus verheirateten Paaren mit oder ohne Nachkommen bzw. einem Elternteil mit Nachkomme) mit einer durchschnittlichen Größe von 3,14 Personen. In 37,3 % aller Haushalte lebten Kinder unter 18 Jahren sowie in 26,3 % aller Haushalte Personen mit mindestens 65 Jahren.
31,5 % der Bevölkerung waren jünger als 20 Jahre, 22,7 % waren 20 bis 39 Jahre alt, 28,3 % waren 40 bis 59 Jahre alt und 20,6 % waren mindestens 60 Jahre alt. Das mittlere Alter betrug 39 Jahre. 48,2 % der Bevölkerung waren männlich und 51,8 % weiblich.
89,8 % der Bevölkerung bezeichneten sich als Weiße, 8,2 % als Afroamerikaner und 0,2 % als Indianer. 0,6 % gaben die Angehörigkeit zu einer anderen Ethnie und 1,1 % zu mehreren Ethnien an. 1,1 % der Bevölkerung bestand aus Hispanics oder Latinos.
Das durchschnittliche Jahreseinkommen pro Haushalt lag bei 40.089 USD, dabei lebten 16,6 % der Bevölkerung unter der Armutsgrenze.

## Orte im Glascock County
Orte im Glascock County mit Einwohnerzahlen der Volkszählung von 2010:
Cities:
- Edge Hill – 24 Einwohner
- Gibson (County Seat) – 663 Einwohner

Town:
- Mitchell – 199 Einwohner